# Cal Perejoanet
Cal Perejoanet és una obra del municipi d'Artesa de Lleida (Segrià) protegida com a bé cultural d'interès local.

## Descripció
Es tracta d'una casa gran d'un antic llinatge de Lleida ciutat amb façana de pedra treballada i elements singulars. Es tracta d'un habitatge resultant de l'addició de dues cases i de la seva transformació i correcta uniformació en ràfec, balcons, forats. Té planta baixa, pis i golfa. La planta baixa conserva la seva antiguitat amb una gran entrada, a la dreta la quadra i al fons el celler, l'entresòl fou un afegit posterior. Al pis es conserven la sala gran del davant (mobiliari antic) i dues habitacions laterals, una amb finestres amb festejadors. Golfa amb arqueria i embigat aguantat per pilars. Cisterna quadrada adossada al darrere.

## Història
Pertany a l'antic nucli del poble anomenat la Vileta. En fer-se un balcó volat a la finestra del mig, es trencà la composició original de finestres i es tapà l'escut de la casa.